# Свято-Троїцька церква (Великі Будища)
Церква святої Трійці — чинна церква на честь Святої Трійці в селі Великі Будища, нині Диканський район, Полтавська область, Україна. Парафія належить до Полтавської єпархії ПЦУ.

## Історія
Ймовірно, що церква на честь Святої Трійці існувала в містечку Великі Будице ще в XVII ст. Документально підтверджено її існування 1722 року згадкою про отця Самуїла Троїцького в господарських документах Полтавського полку.
1726 року була вже збудована нова дерев'яна церква на честь Святої Трійці.
1866 року, у зв'язку із зменшенням числа парафій, Троїцьку церкву приписали до  Різдвяно-Богородицького храму.
Після перебудови Різдвяно-Богородицької церкви, розпочатої 1873 року, 1876 року цей храм, під приводом збереження пам'яті про старовинну Свято-Троїцьку церкву, був переосвячений. Від того часу Різдвяно-Богородицький храм отримав нових небесних покровителів і нову назву на честь Святої Трійці.
Споруда церкви є одним із об'єктів Регіонального ландшафтного парку «Диканський».

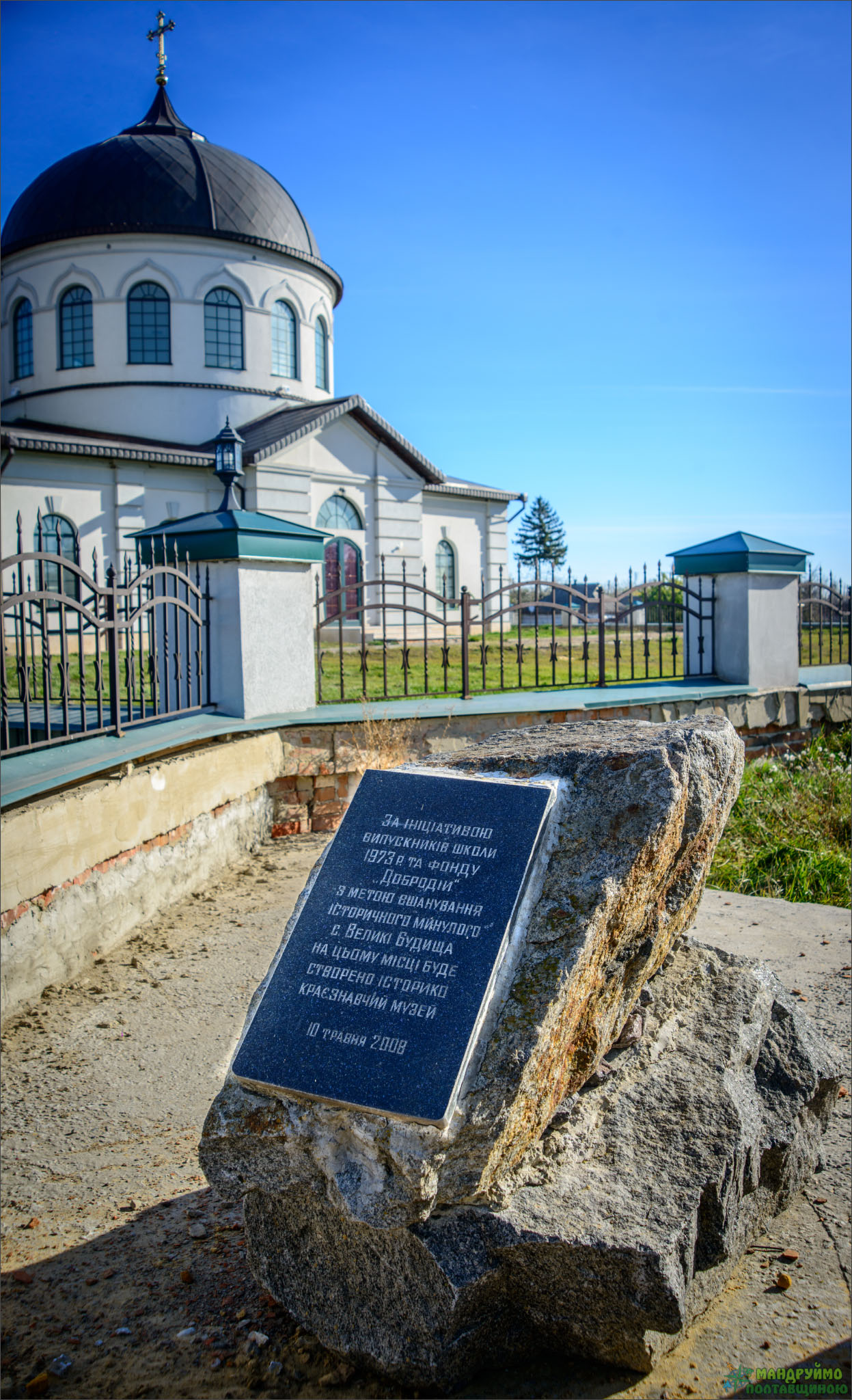
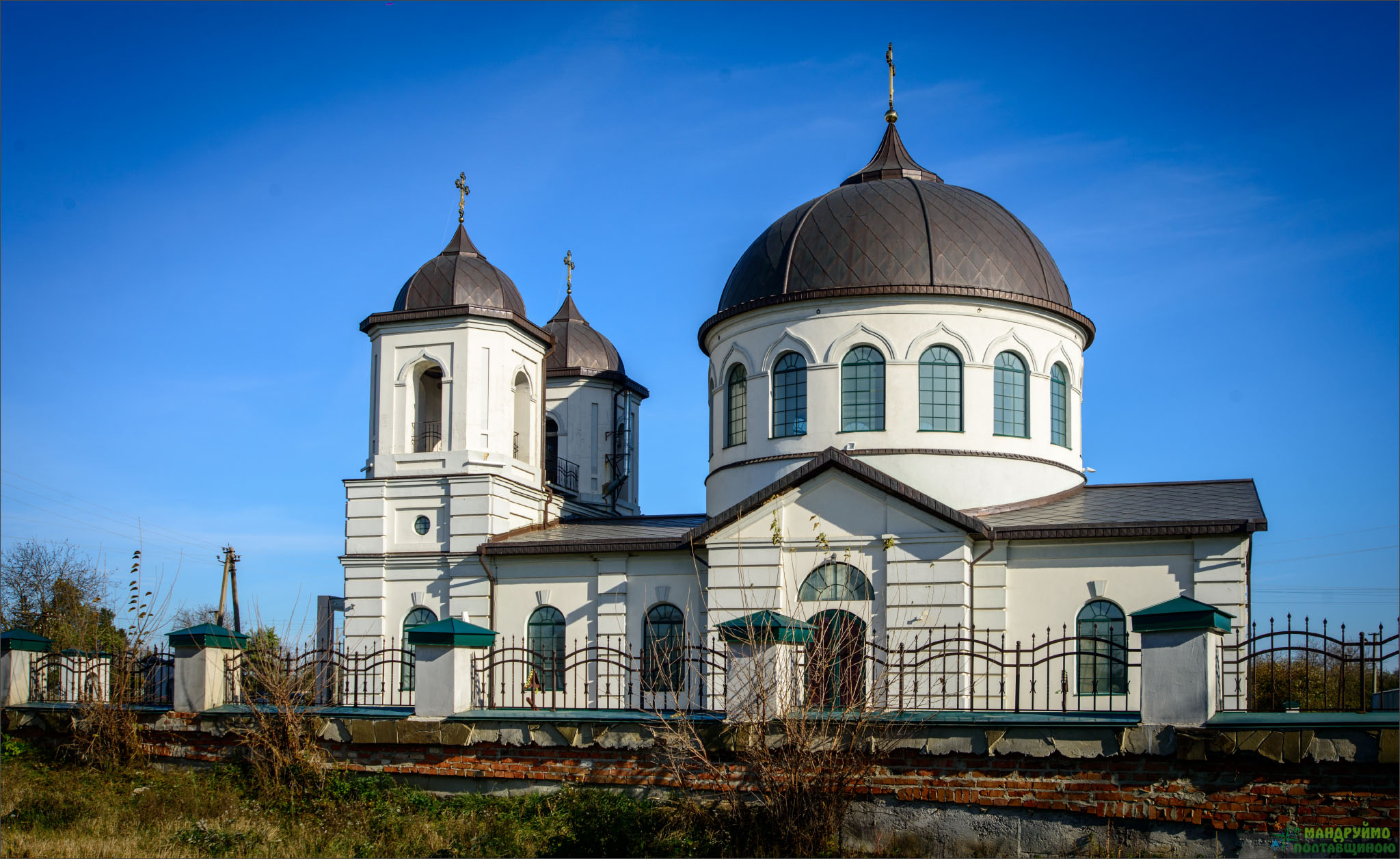
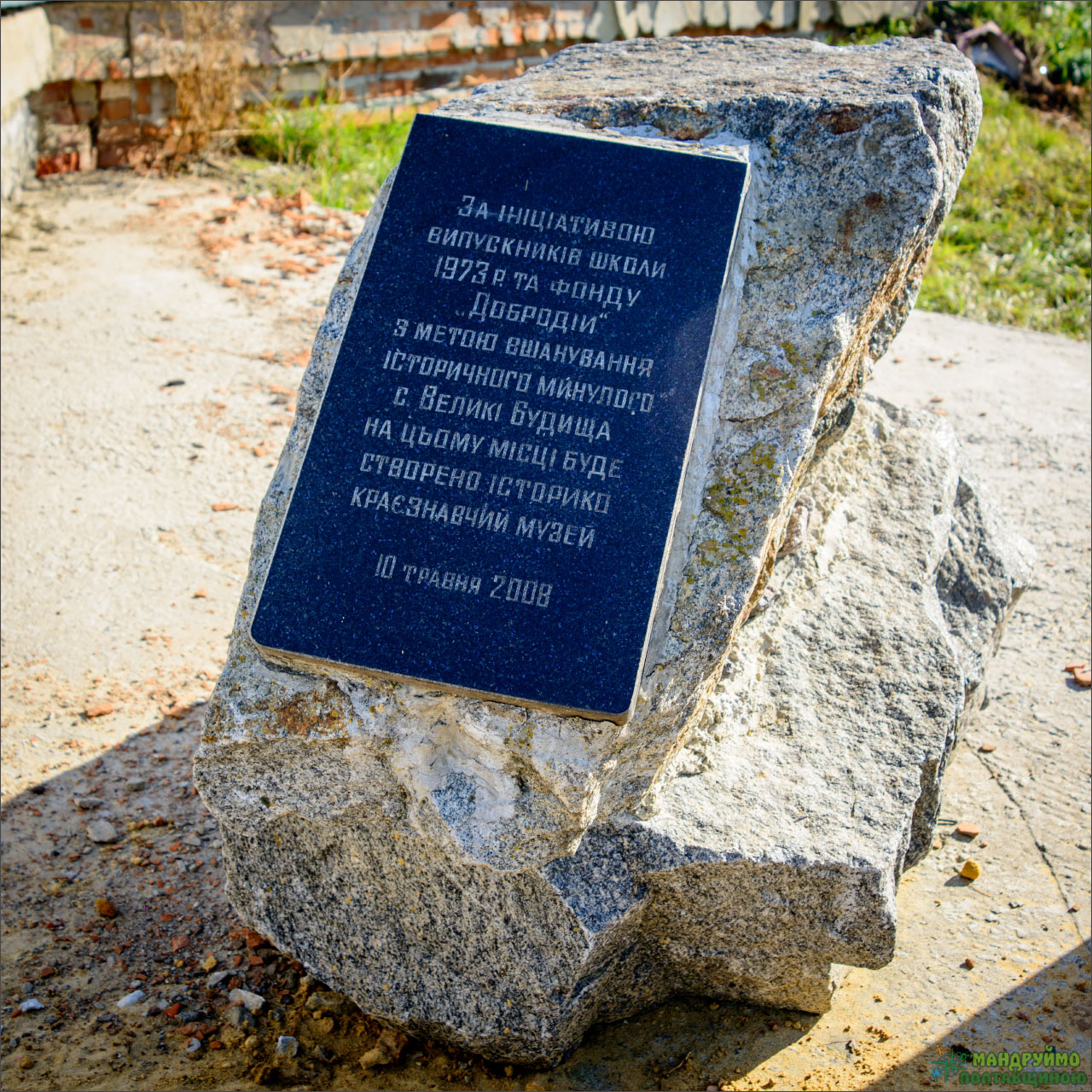
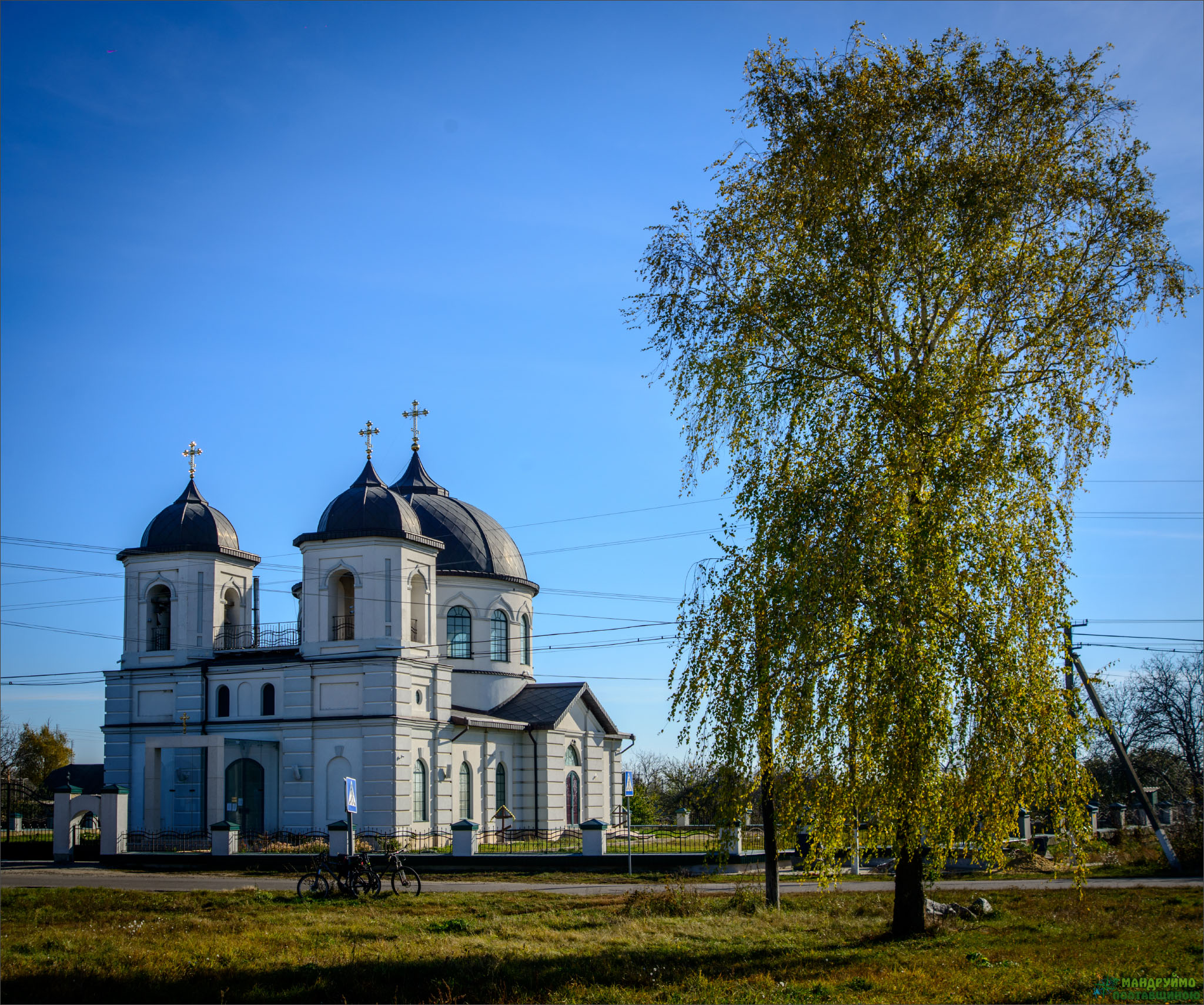

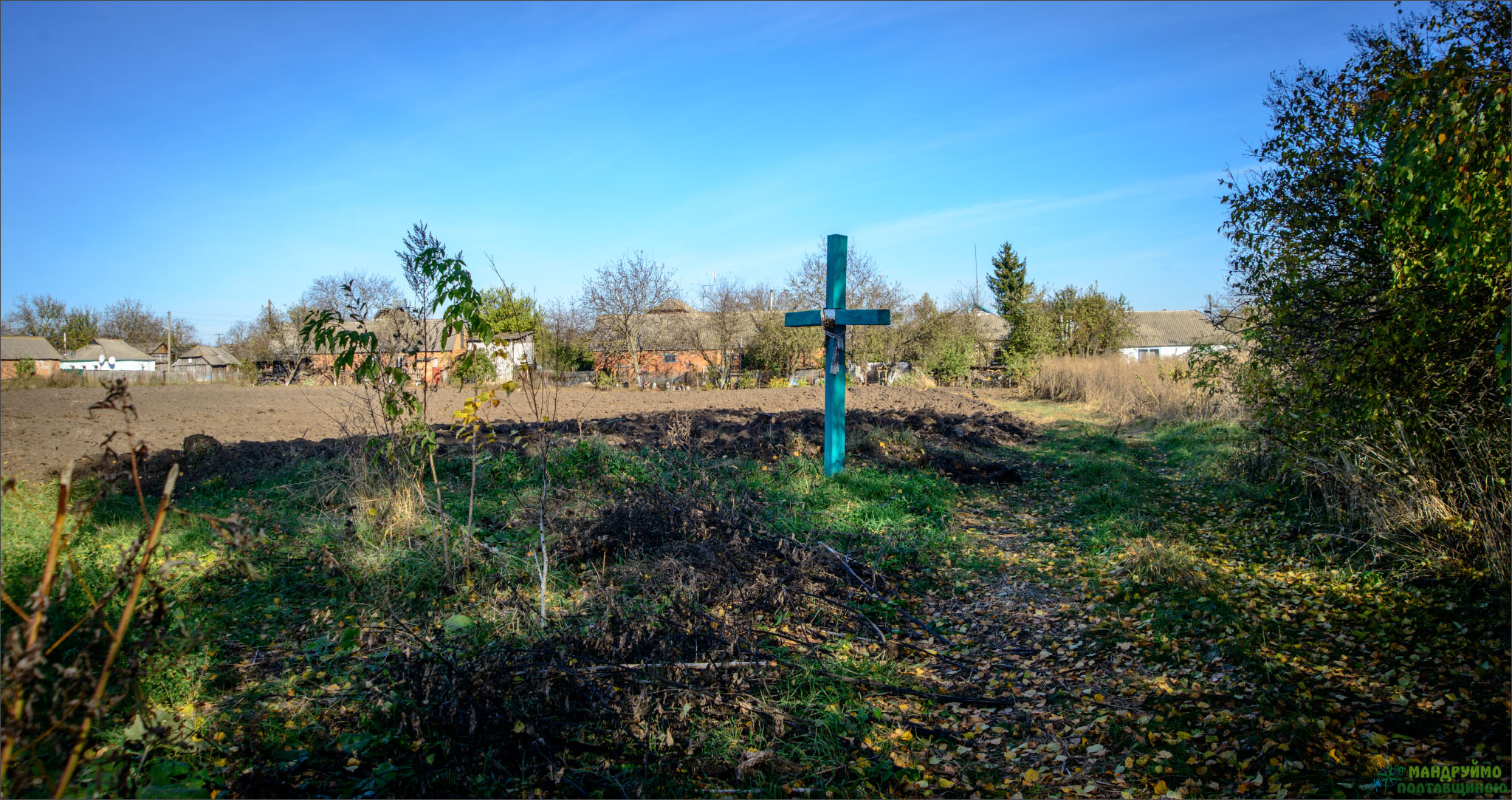
Пам'ятний хрест
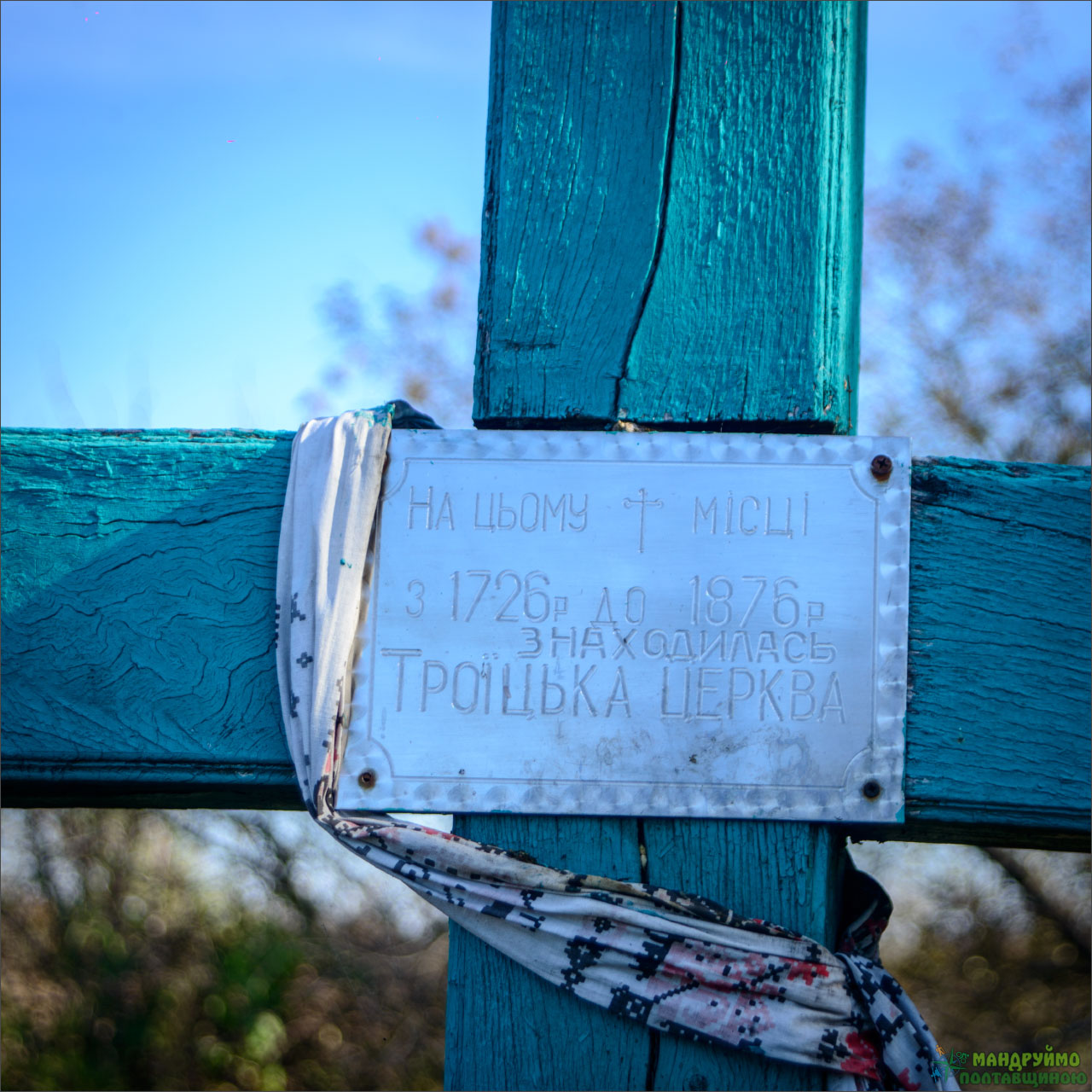
на місці
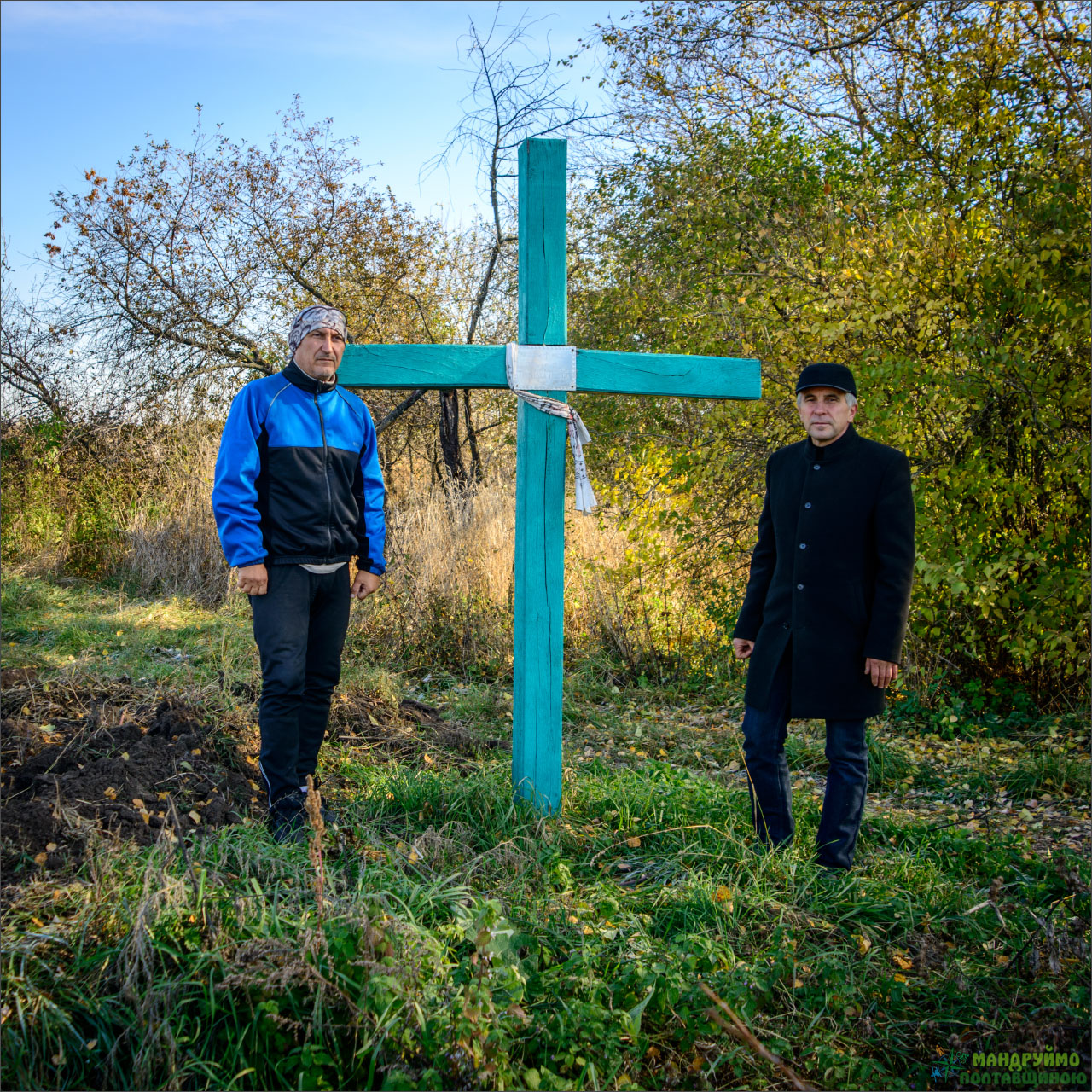
старої церкви